# ژوئاو منزس
ژوئاو منزس (پرتغالی: João Menezes؛ زادهٔ ۱۷ دسامبر ۱۹۹۶) تنیس‌باز اهل برزیل است.
وی در مسابقات کشوری و بین‌المللی در مجموع برندهٔ ۱ مدال طلا شده‌است.